# Некрасов, Алексей Всеволодович
Алексей Всеволодович Некрасов (25 февраля 1933 — 9 февраля 2008) — советский и российский учёный-океанолог, инженер.

## Биография
В детстве был соседом по коммунальной квартире известного писателя и путешественника Бориса Житкова, стал прототипом главного героя его цикла рассказов «Что я видел».
Окончил Ленинградский гидрометеорологический институт (ЛГМИ; 1956), аспирантуру ЛГМИ. Кандидат географических наук (1963), доктор географических наук (1977), профессор. Почётный работник гидрометеослужбы России.
Работал инженером-океанологом в Камчатском управлении гидрометеослужбы (город Петропавловск-Камчатский). После окончания аспирантуры прошёл путь от инженера до доцента в ЛГМИ, являлся начальником кафедры полярной океанологии в Ленинградском высшем морском училище имени адмирала С. О. Макарова.
В 1982—1990 — профессор ЛГМИ, в 1990—2001 — заведующий кафедрой динамики океана ЛГМИ (затем Российского государственного гидрометеорологического университета).
В 2001—2008 — профессор кафедры океанологии РГГМУ.
Был членом Русского географического общества (РГО) РАН и бюро океанографической комиссии РГО. Входил в состав учёных советов РГГМУ и Санкт-Петербургского государственного университета, представлял РГГМУ в Балтийской оперативной океанографической системе (BOOS). Принимал участие в морских экспедициях в Тихом и Атлантическом океанах, а также в Баренцевом, Норвежском, Гренландском, Северном, Балтийском, Средиземном, Чёрном, Белом, Охотском, Японском, Беринговом, Чукотском, Восточно-Китайском морях. Руководил экспедициями в Балтийском море на парусном катамаране.
С 2006 г. и до последних дней являлся руководителем группы, работавшей по гранту программы НАТО «Наука за мир»: «Анализ риска наводнений в Финском заливе и Санкт-Петербурге».

## Сфера научных интересов
Сфера научных интересов: физическая океанография, морские приливы, приливная энергия, волны цунами, колебания уровня моря, океанография Балтийского моря, Финского залива и их прибрежных зон.

## Труды
- Приливные волны в окраинных морях. Л., 1975.
- Энергия океанских приливов. Л., 1990.
- Исследование приливов Южно-Китайского моря с помощью глубоководного мареографа // Доклады АН СССР, т. 311, № 3. 1990. (в соавторстве).